# Вывеска с белым оленем
Вывеска с белым оленем, также известная как «Вывеска Портленд Орегон» — один из символов Портленда, Орегон. Представляет собой вывеску, освещаемую неоновыми трубками и лампами накаливания, расположенную в центре Портленда, на здании № 70 по Северо-Запад-Кауч-стрит, рядом с мостом Бернстайн и набережной реки Уилламетт.

## История
Вывеска была установлена в 1940 году. Использовалась в качестве рекламы. С 1940 по 1957 год использовалась для рекламы сахарной компании. Далее, почти в течение 40 лет, в качестве рекламы бренда женской одежды и аксессуаров «White Stag» (компания и занимала здание, на котором располагается вывеска). В 1997 году надпись на вывеске сменилась на «Сделано в Оргеноне» (англ. Made in Oregon). В 2008—2009 годы велись обсуждения о новом изменении надписи на вывеске. Предлагались варианты: «Университет Орегона», «Орегон», «Портленд Орегон». В 2010 году надпись на вывеске с белым оленем изменена на «Портленд Орегон».
С 1959 года стало традицией на рождественские праздники украшать кончик носа белого оленя на вывеске красной неоновой лампой в честь известного литературного и кинематографического персонажа — красноносого северного оленя Рудольфа.

## Галерея
|  |  |  |